# Абдаррахман IV
Абдаррахман або Абд-ар-Рахман IV (*д/н —1018) — 7-й халіф Кордови у 1018 році. Мав прізвисько аль-Муртада («Той, хто насолоджується божественним задоволенням»).

## Життєпис
Походив з династії Омеядів. Син Мухаммеда ібн Абдул Маліка, правнук Абд-ар-Рахмана III/ Про його дату й місце народження немає відомостей. Ймовірно разом з батьком мешкав і служив у північно-східних районах халіфату.
Після повалення у 1016 році халіфа Сулаймана і захоплення влади Хаммудідами, Абдаррахман 1017 року розпочав пропаганду щодо незаконності позбавлення трону Омеядів. Зрештою вдалося підняте загальне повстання в Сарагосі, Валенсії та Тортосі. При підтримці слов'янської гвардії повалити у 1018 році халіфа Алі ібн Хаммуд ан-Насира. Абдаррахман прийняв титул аль-Муртада бі-ллах («Те, що завгодно Богові»).
Проте протриматися у владі довго не зміг: проти нього повстав брат попереднього халіфа Аль-Касім аль-Мамун, валі Севільї, якого підтримали берберські війська та Зіридами з Гранади. Останній у 2-денній битві при Ткатлі завдав поразки прихильникам Абдаррахмана IV, який втік до Кадіса. Його зрадив військовик аль-Мунзір, потім залишила більшість вояків й знаті, під час нетривалого бою в Кадісі халіфа було вбито. Його місце заступив Аль-Касім аль-Мамун.